# Rainer Ernst
Rainer Ernst (* 31. Dezember 1961 in Neustrelitz) ist ein ehemaliger deutscher Fußballspieler. Er spielte in den höchsten Fußballklassen der DDR, der Bundesrepublik und der Schweiz. Ernst wurde zehnmal mit dem BFC Dynamo in der Oberliga und einmal mit dem 1. FC Kaiserslautern in der Bundesliga Meister. Mit den Ost-Berlinern gewann er zweimal den FDGB-Pokal. Ernst spielte in 56 Partien für die DDR-A-Nationalelf.

## Sportliche Laufbahn

### Jugend
Ernst ist Sohn des Fußballspielers Joachim Ernst, der in den 1960er-Jahren in der DDR-Oberliga spielte. Sohn Rainer interessierte sich zunächst für die Leichtathletik und schaffte als Mittelstreckenläufer die Aufnahmenorm für die Kinder- und Jugendsportschule. Im Skilanglauf wurde er Schülermeister des Bezirks Neubrandenburg. Ab 1968 spielte er Fußball bei der heimatlichen SG Dynamo Neustrelitz, bei der sein Vater als Übungsleiter agierte. Im Alter von 13 Jahren wurde das Talent 1975 zum Spitzenclub der Sportvereinigung Dynamo, dem Berliner FC Dynamo, delegiert. Dort durchlief Ernst dann alle weiteren Teams bis zu den Junioren. Mit der U-18 des BFC wurde er sowohl 1978 als auch 1979 DDR-Juniorenmeister.

### DDR-Serienmeister mit dem BFC
Seinen Einstand in der DDR-Oberliga gab Ernst schon mit 17 Jahren. Am 25. Spieltag der Saison 1978/79, dem 6. Juni 1979, wurde er in der Partie Chemie Böhlen – BFC (3:10) für 90 Minuten im Mittelfeld eingesetzt. Auch am 26. und letzten Spieltag kam er als Einwechselspieler für 33 Minuten zum Einsatz. Damit gehörte er zum Spielerkreis, der den ersten DDR-Meistertitel für den BFC gewann. An den folgenden neun Meistertiteln in Folge hatte er zunehmend bedeutenderen Anteil. Zunächst kam Ernst auch in den folgenden drei Spielzeiten nicht über den Status eines Ersatzspielers hinaus. Erst in der Saison 1983/84 fasste er dauerhaft in der Oberligamannschaft Fuß. Nun im Angriff aufgeboten bestritt er alle 26 Punktspiele und war mit 20 Toren treffsicherster Schütze und zugleich Torschützenkönig der Oberliga. Ein Jahr später konnte er diesen Erfolg mit 24 Treffern wiederholen. Von der Spielzeit 1986/87 wurde Ernst in das Mittelfeld zurückgenommen, da mit Thomas Doll ein neuer Stoßstürmer zum BFC gekommen war. Neben seinen Meistertiteln kam Ernst in den Jahren 1988 und 1989 auch noch zu zwei Pokalgewinnen im FDGB-Fußballpokal. Seine letzte Saison für den BFC spielte er 1989/90, in der er als Mittelfeldspieler noch einmal 24 Oberligapunktspiele mit fünf Torerfolgen absolvierte. In zwölf Oberligaspielzeiten hatte er damit 216 Oberligaspiele bestritten und dabei 91 Tore erzielt.

### Profifußball nach der Wende
Nach der politischen Wende von 1989 wollte Ernst zu Borussia Dortmund wechseln. Nachdem er sich in einem Interview kritisch über einige Schiedsrichterentscheidungen zugunsten des BFC geäußert hatte, wurde ihm aber die Freigabe verweigert. Vom Sportinformationsdienst wurde Herbert Krafft, Vorsitzender des BFC Dynamo, im Dezember 1989 dagegen zum Thema des geplatzten Wechsels des Spielers nach Dortmund mit den Worten wiedergegeben: „Unser Klub hat einen Namen zu schützen. In mäßiger Form schadet Ernst nur. Erst wenn seine Leistungen ausreichend sind, kann es zu Transfer-Verhandlungen kommen.“ So ging Ernst erst zur Saison 1990/91 in die Bundesliga und unterzeichnete einen Vertrag beim 1. FC Kaiserslautern. Bereits am ersten Spieltag erzielte er beim 3:1-Auswärtssieg gegen den Hamburger SV sein erstes Bundesligator. Insgesamt bestritt er in dieser Spielzeit 18 Bundesligaspiele (davon 16 in der Startformation), wurde in der Regel im Mittelfeld aufgeboten und schoss zwei Tore. Am Ende der Saison gewann Kaiserslautern die Meisterschaft und Ernst seinen 13. nationalen Titel, davon den 11. Meistertitel.
Anschließend ging Ernst ins Ausland. In der Spielzeit 1991/92 spielte er in der französischen zweiten Liga für den ehemaligen Meister Girondins Bordeaux, absolvierte 24 Meisterschaftsspiele mit sieben Toren und verhalf dem Klub zum Aufstieg in die Première Division. Anschließend wechselte Ernst zum französischen Zweitligisten AS Cannes. Dort wurde er nur in sieben Spielen eingesetzt. Er blieb auch ohne Torerfolg, sodass er noch während der laufenden Saison 1992/93 ein Angebot des Schweizer NLA-Vereins FC Zürich annahm. Bis zum Ende der Saison 1993/94 bestritt Ernst 17 Nationalligaspiele, in denen er zwei Tore erzielte.
Anschließend kehrte der inzwischen 33-Jährige nach Deutschland zurück und spielte von 1994 bis 1997 für den Regionalligisten FSV Salmrohr in der drittklassigen Regionalliga. Nach dem Ende seiner Karriere als Fußballspieler kehrte Ernst in seine Heimatstadt Neustrelitz zurück und eröffnete dort ein Sportgeschäft sowie ein Sonnenstudio.

### Auswahleinsätze
Der BFC-Spieler gehörte 1980 zur ostdeutschen U-18-Nationalelf, die auf heimischem Boden am letzten UEFA-Juniorenturnier, der inoffiziellen Europameisterschaft dieser Altersklasse, teilnahm. Ernst, der total 25 U-18-Länderspiele bestritt und dabei zehn Treffer erzielte, und seine Teamkameraden wie Falko Götz, Uwe Bredow und Damian Halata schieden aber bei dieser Veranstaltung in der DDR schon in der Vorrunde aus. Der 2. Platz in der Gruppe B reichte nicht für die Halbfinalqualifikation.
Bereits mit 19 Jahren gehörte Ernst erstmals zum Kader der DDR-A-Nationalmannschaft. Nachdem er bereits Auftritte für die U-21 des DFV bestritten hatte, kam der BFC-Angreifer am 11. November 1981 im Weltmeisterschaftsqualifikationsspiel DDR gegen Malta (5:1) als Einwechselspieler in der 79. Minute zu seinem ersten Länderspiel bei den Großen.
Ab dem Frühjahr 1983 wurde er regelmäßig in der A-Nationalmannschaft eingesetzt, häufig allerdings nicht über volle 90 Minuten. Er spielte sowohl im Mittelfeld wie im Angriff und erzielte in seinen 56 Länderspieleinsätzen 20 Tore. Sein 20. Tor schoss er in seinem letzten Länderspiel am 13. Mai 1990 in Rio de Janeiro gegen Brasilien (3:3). Ernst bestritt 20 der in seiner Zeit als Nationalspieler ausgetragenen 31 Qualifikationsspiele zur Europa- und Weltmeisterschaft. Alle Qualifikationen verliefen für die DDR erfolglos, sodass Ernst als Nationalspieler zu keinen nennenswerten Erfolgen kam. In seinen letzten vier Länderspielen war Ernst Mannschaftskapitän der Nationalmannschaft.
Nach seinen ersten A-Länderspielauftritten bestritt Ernst bis 1983 auch insgesamt 22 Länderspiele in der Nachwuchsauswahl, in denen der Offensivkraft zehn Tore gelangen. Beim renommierten U-21-Turnier in Toulon wurde Rainer Ernst bei der 1982er-Ausgabe als bester Spieler des illustren Teilnehmerkreises geehrt.

## Erfolge
- 10 × DDR-Fußballmeister mit dem BFC Dynamo
- einmal Deutscher Fußballmeister mit dem 1. FC Kaiserslautern
- zweimal DDR-Pokalsieger mit dem BFC Dynamo
- 56 Berufungen in die DDR-Nationalmannschaft
- Erstligaaufstieg mit Girondins Bordeaux 1992